# ウエスタン・リーグ
ウエスタン・リーグ（Western League）は、日本プロ野球のファーム（二軍）リーグの一つ。「ウ・リーグ」と略して表記される場合がある。リーグ運営はパシフィック・リーグが行う。

## 球団一覧

### 現在の参加球団
| 地域 | チーム名                                                   | 略称             | 本拠地球場所在地                                  | 創設 年度 | 参加 年度 | 備考 |
| ---- | ---------------------------------------------------------- | ---------------- | ------------------------------------------------- | --------- | --------- | --- |
| 東海 | くふうハヤテベンチャーズ静岡 Kufu HAYATE Ventures Shizuoka | くふうハヤテ     | 静岡県静岡市清水区 （静岡市清水庵原球場）         | 2023年    | 2024年    | 二軍戦のみ参加 |
| 東海 | 中日ドラゴンズ Chunichi Dragons                            | 中日             | 愛知県名古屋市中川区 （ナゴヤ球場）               | 不明      | 1955年    | 1955年は「中日ダイアモンズ」 1956年から現名称 |
| 近畿 | オリックス・バファローズ ORIX Buffaloes                    | オリックス       | 大阪府大阪市此花区 （舞洲ベースボールスタジアム） | 1949年    | 1955年    | 1955年 - 1988年は「阪急ブレーブス」 1989年 - 1990年は「オリックス・ブレーブス」 1991年 - 1999年は「オリックス・ブルーウェーブ」 2000年 - 2005年は「サーパス神戸」 2006年 - 2008年は「サーパス」 2009年から現名称 |
| 近畿 | 阪神タイガース Hanshin Tigers                              | 阪神             | 兵庫県尼崎市 （日鉄鋼板SGLスタジアム尼崎）        | 1950年    | 1955年    | 1955年 - 1956年は「阪神ジャガーズ」 1957年から現名称 |
| 中国 | 広島東洋カープ Hiroshima Toyo Carp                         | 広島東洋         | 山口県岩国市 （広島東洋カープ由宇練習場）         | 1950年    | 1955年    | 1955年は「広島グリーンズ」 1956年 - 1957年は「広島カープグリナーズ」 1958年 - 1967年は「広島カープ」 1968年から現名称                                                                                            |
| 九州 | 福岡ソフトバンクホークス Fukuoka SoftBank Hawks            | 福岡ソフトバンク | 福岡県筑後市 （HAWKSベースボールパーク筑後）      | 1949年    | 1955年    | 1955年 - 1988年は「南海ホークス」 1989年 - 2004年は「福岡ダイエーホークス」 2005年から現名称 |

### 過去の参加球団
| 地域 | チーム名                                       | 略称     | 本拠地球場所在地              | 創設 年度 | 参加 年度 | 備考 |
| ---- | ---------------------------------------------- | -------- | ----------------------------- | --------- | --------- | --- |
| 近畿 | 大阪近鉄バファローズ Osaka Kintetsu Buffaloes  | 近鉄     | 大阪府藤井寺市 （藤井寺球場） | 不明      | 1955年    | 1955年 - 1958年は「近鉄パールス」 1959年 - 1961年は「近鉄バファロー」 1962年 - 1998年は「近鉄バファローズ」 1999年 - 2004年は「大阪近鉄バファローズ」 2004年オフに消滅 |
| 九州 | クラウンライターライオンズ Crown-Lighter Lions | クラウン | 福岡県福岡市東区 （香椎球場） | 不明      | 1955年    | 1955年 - 1972年は「西鉄ライオンズ」 1973年 - 1976年は「太平洋クラブライオンズ」 1977年 - 1978年は「クラウンライターライオンズ」 1978年オフに脱退                       |

## 歴史

### 関西ファーム・リーグ
1952年に母体となる「関西ファーム・リーグ」が名古屋ドラゴンズ、大阪タイガース、阪急ブレーブス、南海ホークス、西鉄ライオンズ、松竹ロビンス、山陽クラウンズによって結成されたが、日本野球機構外の独自リーグであった。
1952年シーズン中に山陽が解散し6球団となる。1953年に松竹が大洋ホエールズと合併し脱退したが、近鉄パールスが加盟したためこのシーズンも6球団で行われた。
1954年にセントラル・リーグ6球団による「新日本リーグ」が結成され、大阪と中日（名古屋）が脱退。このシーズンは4球団で行った。

### ウエスタン・リーグ
1955年にパシフィック・リーグの代表会が審議し、日本野球機構内のリーグとしてセ・リーグとパ・リーグの14チームが東西2つの若手選手育成リーグで再編されることになり、中日、阪神、阪急、南海、西鉄、近鉄、広島の7チームでウエスタン・リーグが結成された。しかし事実上、松竹と山陽が抜け、広島が入っただけの形となったため、イースタン・リーグのように途中の中断をはさまずスムーズに運営された。
1979年にクラウンライターが埼玉県にフランチャイズを移し、西武ライオンズとなったことに伴い、イースタン・リーグへ移籍。以降2004年まで6球団で行われていたが、2004年オフにオリックスと近鉄の一軍が合併し、近鉄二軍とサーパス (オリックス二軍) も合併したことにより、5球団となった。尚、2005年より新規参入した東北楽天ゴールデンイーグルスの二軍はイースタン・リーグに加盟している。そのため、シーズン中でも1球団だけ社会人チームなどと練習試合をすることがある。

### 新球団の参加（2024年シーズンより）
2023年、日本野球機構は、二軍戦のみに参戦する新規球団の公募を行った。
7月31日の公募締め切りの時点で、東京都内に本社を持つ投資会社・ハヤテグループの子会社で、静岡県静岡市清水区の静岡市清水庵原球場を本拠地とするくふうハヤテベンチャーズ静岡（当時の仮名称はハヤテ223）を含めた3球団が参入に名乗りを上げ、財務状況や施設面などの審査を行った結果、9月29日に、NPBはくふうハヤテと新潟アルビレックスBCが翌2024年シーズンからのリーグ参加が内定したと発表。このうち、くふうハヤテがウ・リーグに振り分けられることとなり、同年11月のオーナー会議で正式に承認された。
なお、一軍をもたないこれら球団については、ドラフト会議への参加はできない。逆にこれら球団の選手は、1)元NPB選手は、シーズン中でもNPB球団への移籍が可能。2)その他の選手は、当年秋のドラフトを経て翌年度からNPBへの移籍が可能　となっている。
2024年3月15日にくふうハヤテはウェスタン公式戦初戦を迎えた。同22日には公式戦初勝利を挙げた。

### 1リーグ制再編とウ・リーグ解体
ファーム参加球団（オイシックス、くふうハヤテ）を含めチームの移動経費削減や選手の負担軽減などを目的に、2026年シーズンから東・中・西地区の1リーグ3地区制に変更することが決定した。1リーグ制にすることで興行面の差をなくし全球団で移動経費をプールできるようにするためである。また、既に二軍球場の移転が計画されているヤクルト(埼玉→茨城)、ロッテ(埼玉→千葉)、日本ハム(千葉→北海道)は移動距離が変わるため、数年後には地区内のチームの入れ替えやチーム数の変更などを再度検討することも併せて発表された。
この再編によりイースタン・リーグおよびウエスタン・リーグは2025年シーズンをもって解体することとなった。
2026年シーズンからの地区別振り分け
- 東地区(5)：楽天、オイシックス、日本ハム、ロッテ、ヤクルト
- 中地区(5)：西武、巨人、DeNA、くふうハヤテ、中日
- 西地区(4)：阪神、オリックス、広島、ソフトバンク

## 試合方式
2002年度は年間18回総当り（ホーム&ビジター（以下H&A）9回ずつ）、90試合の1シーズン制で行い、2003、2004年度は前後期制を採用し、年間18回総当り（H&A9回ずつ）を9回ずつ（対戦ゲームによって4回と5回の総当りの区分けが異なる）に区切り、それぞれのステージの最高勝率チーム同士で10月に決勝戦（1試合制 前期1位チームのホームゲーム）を行った（なお同一チームが優勝した場合はそれを行わないでそのチームの優勝となる）。
2005年度からは前後期制が廃止され、原則として5チームによる22回総当り（H&A11回ずつ）、88試合の1シーズン制に戻して行われた。その後は総当りが26回（H&A13回ずつ）の104試合に変更され、2014年度まで続いた。なおイースタン・リーグとの交流試合が組まれる場合があり、それによって試合数が前後することもあったが、2011年から2014年まではウエスタンリーグ参加5チームとの総当り試合数104試合は維持し、これにイースタンリーグ参加チームとの交流戦を含めた全試合（チーム順位はチームごとに試合数が異なるために勝率順　5月のみやざきサンシャインシリーズ含む）の成績で争われることになった。なお一軍の公式試合と異なり、雨天中止となった試合がビジター側の本拠地球場で開催されることもあった。
2015年度からは5球団各カード最大33回戦（1球団最大132試合）にイースタン・リーグとの交流試合を含めた試合数で実施されることになった。なお、予定試合数は球団によって異なり、また中止となった試合の振替開催は行わず、順位は最終的な消化試合数での勝率をもって決定することとなった。
所属5球団のうち、一軍がパシフィック・リーグに所属しているチーム（オリックス、ソフトバンクの2球団）が主催試合を開催する場合、指名打者制度（DH制）が採用される。逆に一軍がセントラル・リーグに所属しているチーム（中日、阪神、広島東洋の3球団）が主催の場合、2012年までは全試合9人制で行われていたが、2013年以降は阪神、2015年以降は中日の主催試合でもDH制が採用されることになった。広島東洋の主催試合でも2015年からDH制を採用することが可能になったが、採用するかどうかは各球団によって決定することができる。
延長戦は原則として10回のみ。ただし、1軍の公式戦と同じ会場で開く前座試合、あるいは地方開催で翌日別の会場に移動して試合をする場合などは試合開始から数えて2時間半、ないしは3時間（会場による）を経過した場合は延長戦を行わない。また試合によっては9回を満たなくても時間切れコールドゲームとすることがあるが、最終イニングスで同点、若しくはビジターチームリードの状態でホームチームが勝ち越した場合でも、イニングスの途中ではなく必ずそのイニングスの攻撃を完了した時点で試合終了とする。また試合が成立する5回を満たさずに時間切れとなった場合でも、5回までは必ず試合を行う。
またこれとは別に1961年度から毎年原則として5月に、全チーム参加・中立地開催によるトーナメント大会を開催（1986年の第29回〜1997年の第40回大会は公式戦の総当りに加算）していたが1998-2000年度と2004年度以後は開催されなかった。
その他試合の予定されていないチームと日本野球連盟のチームによるプロ・アマ交流戦も数試合シーズン中に実施される。

## 年度別順位
- 1987年以降の金地はファーム日本選手権優勝。

| 年度 | 優勝         | 2位          | 3位          | 4位          | 5位        | 6位          | 7位    | 備考              |
| ---- | ------------ | ------------ | ------------ | ------------ | ---------- | ------------ | ------ | ----------------- |
| 1955 | 阪神         | 南海         | 阪急         | 中日         | 広島       | 西鉄         | 近鉄   |                   |
| 1956 | 中日         | 阪神         | 広島         | 阪急         | 西鉄       | 南海         | 近鉄   |                   |
| 1957 | 阪急         | 南海         | 西鉄         | 中日         | 阪神       | 近鉄         | 広島   |                   |
| 1958 | 中日         | 阪急         | 近鉄         | 西鉄         | 阪神       | 南海         | 広島   |                   |
| 1959 | 阪神         | 西鉄         | 中日         | 近鉄         | 阪急       | 広島         | 南海   |                   |
| 1960 | 広島         | 中日         | 阪神         | 近鉄         | 西鉄       | 南海         | 阪急   |                   |
| 1961 | 阪神         | 中日         | 南海         | 阪急         | 近鉄       | 西鉄         | 広島   |                   |
| 1962 | 南海         | 西鉄         | 阪神         | 阪急         | 中日       | 広島         | 近鉄   |                   |
| 1963 | 阪神         | 中日         | 南海         | 西鉄         | 近鉄       | 阪急         | 広島   |                   |
| 1964 | 阪神         | 南海         | 中日         | 西鉄         | 阪急       | 近鉄         | 広島   | [ 注 1 ]          |
| 1965 | 阪急         | 広島         | 南海         | 阪神         | 中日       | 近鉄         | 西鉄   |                   |
| 1966 | 阪急         | 広島         | 中日         | 西鉄         | 阪神       | 南海         | 近鉄   |                   |
| 1967 | 広島         | 阪急         | 阪神         | 中日         | 西鉄       | 近鉄         | 南海   |                   |
| 1968 | 広島         | 阪急         | 阪神         | 西鉄         | 近鉄       | 南海         | 中日   |                   |
| 1969 | 中日         | 阪神         | 阪急         | 近鉄         | 南海       | 広島         | 西鉄   |                   |
| 1970 | 広島         | 南海         | 阪急         | 中日         | 近鉄       | 阪神         | 西鉄   |                   |
| 1971 | 中日         | 阪急         | 西鉄         | 南海         | 近鉄       | 阪神         | 広島   |                   |
| 1972 | 阪神         | 南海         | 阪急         | 中日         | 西鉄       | 広島         | 近鉄   |                   |
| 1973 | 近鉄         | 南海         | 太平洋       | 広島         | 中日       | 阪急         | 阪神   |                   |
| 1974 | 中日         | 阪急         | 広島         | 近鉄         | 南海       | 阪神         | 太平洋 |                   |
| 1975 | 南海         | 近鉄         | 中日         | 広島         | 太平洋     | 阪神         | 阪急   |                   |
| 1976 | 広島         | 中日         | 阪急         | 南海         | 阪神       | 太平洋       | 近鉄   |                   |
| 1977 | 阪急         | 広島         | 近鉄         | クラウン     | 中日       | 阪神         | 南海   |                   |
| 1978 | 阪急         | 中日         | 広島         | 近鉄         | 南海       | クラウン     | 阪神   |                   |
| 1979 | 近鉄         | 中日         | 阪神         | 阪急         | 広島       | 南海         |        |                   |
| 1980 | 南海         | 中日         | 阪急         | 近鉄         | 広島       | 阪神         |        |                   |
| 1981 | 南海         | 近鉄         | 阪急         | 広島         | 中日       | 阪神         |        |                   |
| 1982 | 広島         | 南海         | 近鉄         | 阪急         | 中日       | 阪神         |        |                   |
| 1983 | 中日         | 近鉄         | 広島         | 南海         | 阪神       | 阪急         |        |                   |
| 1984 | 南海         | 広島         | 阪神         | 阪急         | 中日       | 近鉄         |        |                   |
| 1985 | 広島         | 南海         | 近鉄         | 阪神         | 中日       | 阪急         |        |                   |
| 1986 | 阪神         | 近鉄         | 広島         | 南海         | 中日       | 阪急         |        |                   |
| 1987 | 中日         | 阪神         | 広島         | 南海         | 近鉄       | 阪急         |        |                   |
| 1988 | 中日         | 近鉄         | 阪急         | 阪神         | 広島       | 南海         |        |                   |
| 1989 | オリックス   | 中日         | 近鉄         | ダイエー     | 広島       | 阪神         |        |                   |
| 1990 | 中日         | ダイエー     | 阪神         | 近鉄         | 広島       | オリックス   |        |                   |
| 1991 | 広島         | オリックス   | 阪神         | ダイエー     | 中日       | 近鉄         |        |                   |
| 1992 | 中日         | ダイエー     | オリックス   | 阪神         | 近鉄       | 広島         |        |                   |
| 1993 | 中日         | ダイエー     | 阪神         | オリックス   | 広島       | 近鉄         |        |                   |
| 1994 | オリックス   | 中日         | ダイエー     | 近鉄         | 阪神       | 広島         |        |                   |
| 1995 | 近鉄         | オリックス   | 阪神         | ダイエー     | 広島       | 中日         |        |                   |
| 1996 | 近鉄         | ダイエー     | 広島         | オリックス   | 中日       | 阪神         |        |                   |
| 1997 | オリックス   | 近鉄         | ダイエー     | 中日         | 阪神       | 広島         |        |                   |
| 1998 | 阪神         | 中日         | ダイエー     | オリックス   | 近鉄       | 広島         |        |                   |
| 1999 | 阪神         | 中日         | 近鉄         | ダイエー     | オリックス | 広島         |        |                   |
| 2000 | 中日         | 阪神         | ダイエー     | 近鉄         | 広島       | サーパス     |        |                   |
| 2001 | 阪神         | ダイエー     | 中日         | 近鉄         | サーパス   | 広島         |        |                   |
| 2002 | 阪神         | 広島         | ダイエー     | 中日         | 近鉄       | サーパス     |        |                   |
| 2003 | 阪神         | 広島         | 近鉄         | 中日         | ダイエー   | サーパス     |        | [ 注 2 ] [ 注 3 ] |
| 2004 | 中日         | 近鉄         | 阪神         | 広島         | サーパス   | ダイエー     |        | [ 注 2 ] [ 注 4 ] |
| 2005 | 阪神         | 中日         | ソフトバンク | 広島         | サーパス   |              |        |                   |
| 2006 | 阪神         | サーパス     | ソフトバンク | 中日         | 広島       |              |        |                   |
| 2007 | 中日         | 阪神         | サーパス     | ソフトバンク | 広島       |              |        |                   |
| 2008 | ソフトバンク | 阪神         | 広島         | 中日         | サーパス   |              |        |                   |
| 2009 | 中日         | 阪神         | オリックス   | ソフトバンク | 広島       |              |        |                   |
| 2010 | 阪神         | オリックス   | ソフトバンク | 中日         | 広島       |              |        |                   |
| 2011 | 中日         | ソフトバンク | 阪神         | オリックス   | 広島       |              |        |                   |
| 2012 | ソフトバンク | オリックス   | 広島         | 阪神         | 中日       |              |        |                   |
| 2013 | ソフトバンク | 広島         | 阪神         | オリックス   | 中日       |              |        |                   |
| 2014 | ソフトバンク | 広島         | 阪神         | オリックス   | 中日       |              |        |                   |
| 2015 | ソフトバンク | 広島         | 阪神         | 中日         | オリックス |              |        |                   |
| 2016 | ソフトバンク | 中日         | 阪神         | 広島         | オリックス |              |        |                   |
| 2017 | 広島         | 中日         | ソフトバンク | オリックス   | 阪神       |              |        |                   |
| 2018 | 阪神         | ソフトバンク | オリックス   | 広島         | 中日       |              |        |                   |
| 2019 | ソフトバンク | オリックス   | 阪神         | 中日         | 広島       |              |        |                   |
| 2020 | ソフトバンク | 中日         | オリックス   | 広島         | 阪神       |              |        |                   |
| 2021 | 阪神         | ソフトバンク | 中日         | 広島         | オリックス |              |        |                   |
| 2022 | 阪神         | ソフトバンク | 広島         | オリックス   | 中日       |              |        |                   |
| 2023 | ソフトバンク | オリックス   | 広島         | 阪神         | 中日       |              |        |                   |
| 2024 | ソフトバンク | 中日         | オリックス   | 阪神         | 広島       | くふうハヤテ |        |                   |